# 5914 Kathywhaler
5914 Kathywhaler là một tiểu hành tinh vành đai chính với chu kỳ quỹ đạo là 2438.5257811 ngày (6.68 năm).
Nó được phát hiện ngày 20 tháng 11 năm 1990.